# Meningite
Meningite é uma inflamação aguda das membranas protetoras que revestem o cérebro e a medula espinal, denominadas coletivamente por meninges. Os sintomas mais comuns são febre súbita e elevada, dor de cabeça intensa e rigidez no pescoço. Entre outros possíveis sintomas estão confusão mental ou alteração do estado de consciência, vómitos e intolerância à luz ou a barulho. As crianças mais novas geralmente manifestam apenas sintomas inespecíficos, como irritabilidade, sonolência ou recusa em comer. A meningite causada por bactérias meningocócicas apresenta manchas características na pele.
A inflamação das meninges é geralmente causada por uma infeção por vírus, bactérias ou outros microorganismos. Ainda que de forma pouco comum, pode também ser causada por alguns medicamentos. A meningite pode provocar a morte devido à proximidade da inflamação com o cérebro e medula espinal, o que faz com que a condição seja classificada como emergência médica. Um diagnóstico de meningite pode ser confirmado ou excluído com uma punção lombar. Este procedimento consiste na inserção de uma agulha no canal medular para recolher uma amostra do líquido cefalorraquidiano que envolve o cérebro e medula espinal, a qual é posteriormente analisada em laboratório.
Algumas formas de meningite podem ser prevenidas mediante vacinação com a vacina meningocócica, vacina contra a papeira, vacina antipneumocócica e vacina Hib. Pode também ser útil administrar antibióticos em pessoas com exposição significativa a determinados tipos de meningite. O tratamento inicial da meningite aguda é a administração imediata de antibióticos e, em alguns casos, de antivirais. Podem também ser administrados corticosteroides para prevenir complicações resultantes de uma inflamação excessiva. A meningite pode causar complicações graves a longo prazo, incluindo perda auditiva, epilepsia, hidrocefalia ou défice cognitivo, sobretudo quando não é tratada rapidamente. Quando não é tratada, a meningite bacteriana é quase sempre fatal. Pelo contrário, a meningite viral tende a resolver-se espontaneamente e raramente é fatal.
Em 2015 houve 8,7 milhões de casos de meningite em todo o mundo No mesmo ano, a doença foi responsável por 379 000 mortes, uma diminuição em relação às 464 000 em 1990. Com tratamento adequado e atempado, o risco de morte por meningite bacteriana é inferior a 15%. Entre dezembro e junho ocorrem frequentemente surtos da doença numa faixa da região da África subsariana entre a Gâmbia e a Eritreia. Podem também ocorrer pequenos surtos em outras regiões do mundo. O termo meningite tem origem no grego μῆνιγξ meninx, que significa "membrana", e no sufixo médico -ite, ou "inflamação".

## Sinais e sintomas

### Características clínicas

Sintomas da meningite

A tríade clássica de sinais de diagnóstico consiste em rigidez da nuca, febre súbita e elevada e dor de cabeça intensa com alteração do estado mental. Esta tríade denomina-se meningismo. No entanto, apenas cerca de 45% dos casos de meningite bacteriana é que apresentam em simultâneo todos estes três sinais. Quando não está presente nenhum dos três sinais, é extremamente improvável que se esteja na presença de meningite. Entre outros sinais geralmente associados à meningite estão a intolerância a luzes brilhantes e intolerância a barulhos.
Em adultos, o sinal mais comum é uma dor de cabeça intensa, presente em cerca de 90% dos casos de meningite bacteriana, seguido por rigidez da nuca, presente em 70% dos casos. A rigidez na nuca é a incapacidade de mover passivamente o pescoço para a frente devido ao aumento do tónus muscular. No entanto, em muitos casos as crianças mais novas não apresentam os sintomas anteriormente mencionados, podendo apenas mostrar-se irritadas ou aparentar estarem doentes. Em bebés até seis meses de idade, é possível que as fontanelas se possam apresentar volumosas. Entre outras características que permitem distinguir meningite de outras doenças menos graves em crianças estão dores nas pernas, extremidades frias e cor da pele anormal.
Entre outros possíveis sinais estão a presença do sinal de Kernig ou sinal de Brudziński. O sinal de Kernig pode ser avaliado deitando a pessoa de costas, com a anca e joelho flectidos 90º. Numa pessoa com sinal de Kernig positivo, a dor limita a extensão excessiva do joelho. Um sinal de Brudziński positivo ocorre quando a flexão do pescoço causa a flexão involuntária do joelho e anca. Embora estes sinais sejam geralmente usados no diagnóstico de meningite, são de sensibilidade limitada; ou seja, nem sempre ocorrem. No entanto, são muito específicos para a meningite, o que significa que raramente ocorrem em outras doenças. Outro exame, denominado "manobra de acentuação", ajuda a determinar a presença de meningite em pessoas com febre e dor de cabeça. Pede-se à pessoa que rode rapidamente e horizontalmente a cabeça. Se esta manobra não agravar a dor, é pouco provável que se trate de meningite.
A meningite meningocócica pode ser diferenciada de outras meningites pela presença de uma mancha característica na pele, denominada púrpura. Esta mancha pode anteceder os outros sintomas. É constituída por numerosos pontos pequenos, irregulares e vermelhos ou azuis, no tronco, pernas, membranas mucosas, conjuntiva e, ocasionalmente, mas palmas das mãos ou pés. Ao ser pressionada com um dedo, a cor vermelha não desaparece. Embora esta mancha não esteja presente em todos os casos de meningite meningocócica, é relativamente específica da doença, embora em alguns casos possa ocorrer em meningite causada por outras bactérias. Entre outros possíveis sinais de meningite na pele estão sinais de febre aftosa e herpes genital, ambas associadas a várias formas de meningite viral.

### Complicações iniciais

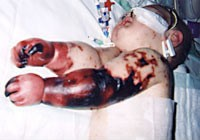
Sem tratamento atempado da meningite meningocócica, as manchas na pele podem evoluir para gangrena e obrigar à amputação dos membros. A sobrevivente Charlotte Cleverley-Bisman (imagem) tornou-se um símbolo de campanhas para a necessidade de vacinação contra a meningite

As complicações podem ter início logo nos estádios iniciais da doença. Estas complicações podem necessitar de tratamento específico e em muitos casos indicam formas graves da doença associadas a pior prognóstico. A infeção pode resultar em sepse, síndrome da resposta inflamatória sistémica, diminuição da pressão arterial, ritmo cardíaco acelerado, temperatura anormalmente alta ou baixa ou respiração acelerada. A diminuição da pressão arterial ocorre em estádios muito iniciais, especialmente, mas não exclusivamente, na meningite meningocócica. Esta diminuição pode diminuir a irrigação de sangue a vários órgãos do corpo. A ativação excessiva de coágulos sanguíneos, denominada coagulação intravascular disseminada, pode obstruir a irrigação de sangue aos órgãos e, paradoxalmente, aumentar o risco de hemorragia. Na meningite meningocócica pode ocorrer ainda gangrena dos membros. As infeções meningocócicas e pneumocócicas podem resultar em hemorragia das glândulas suprarrenais, o que causa uma condição geralmente mortal denominada síndrome de Waterhouse-Friderichsen.
Os tecidos do cérebro podem inchar, fazendo aumentar a pressão intracraniana, e dando origem a uma hérnia cerebral na base do crânio. Os sintomas deste processo incluem diminuição do nível de consciência, perda do reflexo pupilar e postura anormal. A inflamação dos tecidos do cérebro pode também obstruir o fluxo normal de líquido cefalorraquidiano no cérebro, causando hidrocefalia. Podem ainda ocorrer convulsões por diversas razões. Em crianças, em 30% dos casos ocorrem convulsões nos estádios iniciais da meningite, não tendo necessariamente uma causa subjacente. As convulsões podem ser o resultado do aumento da pressão e de áreas inflamadas nos tecidos do cérebro. As convulsões que sejam difíceis de controlar com medicação podem deixar sequelas a longo prazo.
A inflamação das meninges pode resultar em anomalias nos nervos cranianos, um grupo de nervos com origem no tronco cerebral que inerva a cabeça e pescoço e que, entre outras funções, controla o movimento dos olhos, músculos da cara e a audição. Os sintomas visuais e a perda de audição podem permanecer, mesmo após o episódio de meningite. A inflamação do cérebro (encefalite) ou dos seus vasos sanguíneos (vasculite cerebral), assim como a formação de um trombo nas veias, pode causar sintomas como fraqueza, perda de sensibilidade ou função ou movimentos anormais da parte do corpo controlada pela área do cérebro afetada.

## Causas
A causa da meningite é geralmente uma infeção por microorganismos. A maior parte das infeções são causadas por vírus, sendo também comuns as infeções causadas por bactérias, fungos ou protozoários. A doença pode também ter causas não infecciosas.
Os casos de meningite que não são causados por uma infeção bacteriana são denominados "meningite asséptica". Este tipo de meningite é geralmente causado por vírus, embora possa ser também causado por uma infeção bacteriana que tenha sido parcialmente tratada, já depois das bactérias terem desaparecido das meninges, ou por patógenos que se tenham espalhado a partir de uma infeção num espaço adjacente às meninges, como é o caso da sinusite. Raramente, a meningite asséptica pode ainda ser causada por endocardite, uma infeção das válvulas cardíacas que espalha bactérias pela corrente sanguínea, ou resultar de uma infeção por espiroquetas, um grupo de bactérias que inclui a Treponema pallidum (causadora da sífilis) e a Borrelia burgdorferi (causadora da doença de Lyme). A meningite pode ainda ser o resultado de malária cerebral (malária que infeta o cérebro) e de meningite amébica, causada por uma infeção por amebas contraídas em água doce, como a Naegleria fowleri

### Bacteriana

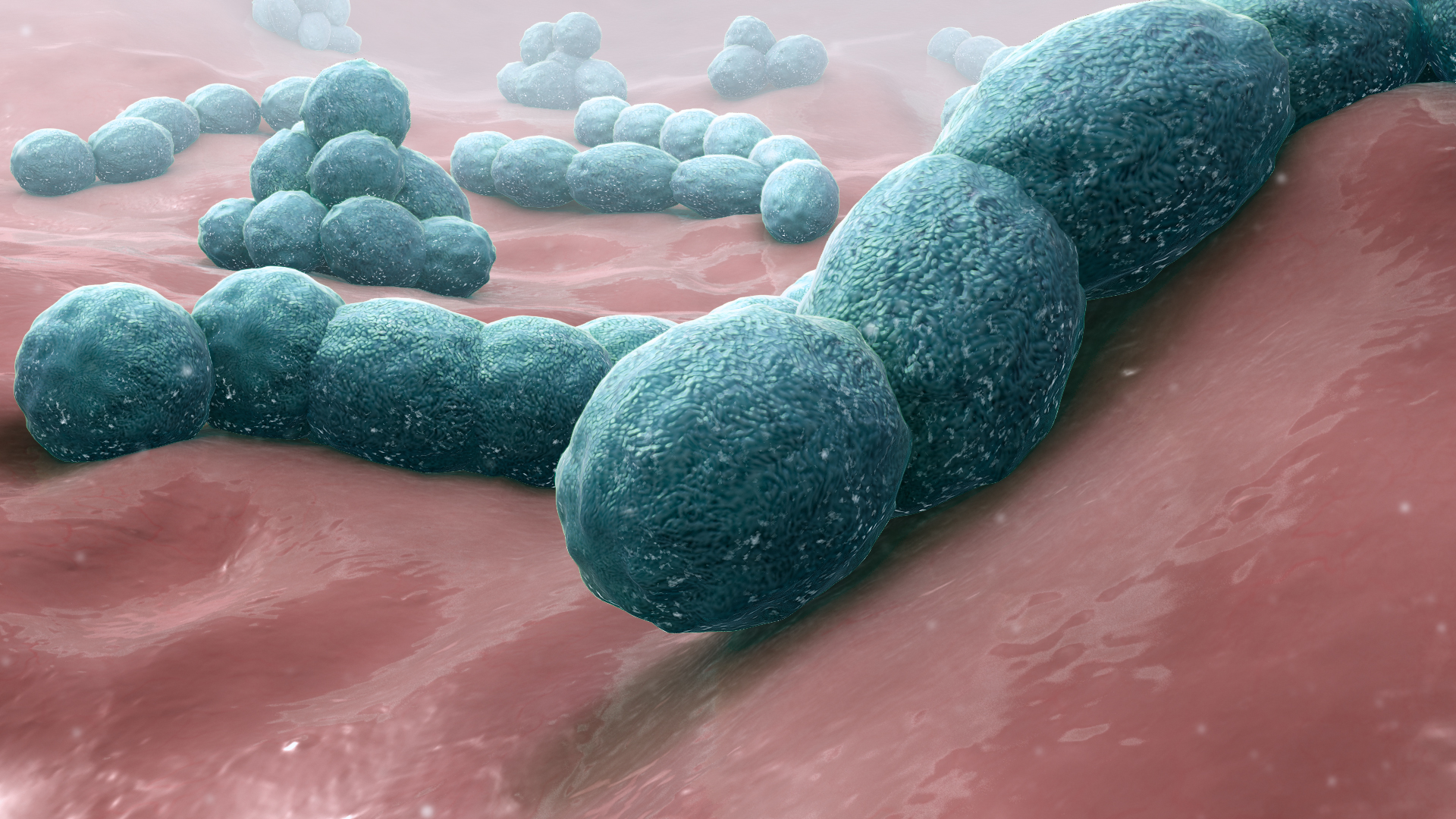
As bactérias mais frequentemente envolvidas na meningite bacteriana são a Neisseria meningitidis (meningococo), o Streptococcus pneumoniae (pneumococo; na imagem) e o Haemophilus influenzae tipo b.

Os tipos de bactéria que causam meningite bacteriana variam de acordo com a idade do indivíduo. Em bebés prematuros e recém-nascidos até três meses, as causas mais comuns são estreptococos do grupo B e bactérias que residem no sistema digestivo como a Escherichia coli. Durante a primeira semana de vida, a causa mais comum são os estreptococos B do tipo III que normalmente residem na vagina e são transmitidos durante o parto. A Listeria monocytogenes (serotipo IVb) é transmitida pela mãe antes do parto e pode causar meningite no recém-nascido. Em crianças mais velhas, a causa mais comum são as bactérias Neisseria meningitidis (meningococo) e Streptococcus pneumoniae (serotipos 6, 9, 14, 18 e 23). Em crianças com menos de 5 anos em países que não oferecem vacinação, uma das causas mais comuns são infeções por Haemophilus influenzae do tipo B. Em adultos, 80% dos casos de meningite bacteriana são causados por Neisseria meningitidis e Streptococcus pneumoniae. O risco de infeção por Listeria monocytogenes aumenta a partir dos 50 anos de idade. A introdução da vacina antipneumocócica veio diminuir a prevalência de meningite pneumocócica, tanto em crianças como em adultos.
Num pequeno número de casos, uma infeção na região da cabeça e do pescoço, como uma otite média ou mastoidite, pode resultar em meningite. A meningite tuberculosa, causada por Mycobacterium tuberculosis, é mais comum entre pessoas de países em que a tuberculose é endémica, embora possa também ocorrer entre pessoas imunossuprimidas, como os portadores de VIH.
Um trauma recente no crânio pode permitir às bactérias que residem na cavidade nasal penetrarem no espaço das meninges. De igual forma, o risco aumenta com a utilização de alguns dispositivos médicos invasivos nos cérebro ou nas meninges, como shunts cerebrais, reservatórios de Ommaya ou uma derivação ventricular externa. Nestes casos, é mais provável que a pessoa seja infetada com estafilococos, pseudomonas ou outros tipos de bactérias gram-negativas. Estes patógenos estão também associados à meningite em pessoas com imunodeficiência. As pessoas que usam implantes coclear para a perda auditiva apresentam também um risco acrescido de meningite.
Uma meningite bacteriana recorrente pode ser causada por defeitos anatómicos persistentes, tanto de nascença como adquiridos, ou por doenças do sistema imunitário. Os defeitos anatómicos podem permitir a continuidade entre o ambiente externo e o sistema nervoso. A causa mais comum de meningite recorrente são fraturas do crânio, em particular fraturas que afetam os seios paranasais e a parte petrosa do osso temporal. Cerca de 59% dos casos de meningite recorrente devem-se a anomalias anatómicas, 36% devem-se a deficiências imunitárias e 5% devido a infeções crónicas das áreas adjacentes às meninges.

### Viral
Os vírus mais comuns que causam meningite viral são enterovírus, o vírus do herpes simples, o vírus varicela-zoster, o vírus da imunodeficiência humana e o vírus da coriomeningite linfocitária. Os vírus de herpes simples mais comuns são os do tipo 2, que produzem a maior parte das úlceras genitais, sendo o tipo 1 pouco frequente. A meningite de Mollaret é uma forma recorrente e crónica de meningite causada pelo vírus da herpes, que se pensa ser causada pelo tipo 2.

### Fúngica
O principal fator de risco para a meningite fúngica é o comprometimento do sistema imunitário, quer pelo uso de medicamentos imunossupressores na sequência de um transplante de órgãos ou em portadores de VIH/SIDA, quer pela perda natural das defesas imunitárias associada ao envelhecimento. Embora a meningite fúngica seja pouco comum entre pessoas com um sistema imunitário normal, já ocorreram casos com medicação contaminada.
Os sintomas aparecem geralmente de forma mais gradual, havendo febre e dores de cabeça pelo menos durante duas semanas antes do diagnóstico. A meningite fúngica mais comum é a meningite criptocócica causada por Cryptococcus neoformans. Em África, a meningite criptocócica é atualmente a causa mais comum de meningite em vários estudos, sendo responsável por 20 a 25% de todas as mortes relacionadas com SIDA no continente. Entre outros patógenos pouco comuns que podem causar meningite fúngica estão a Coccidioides immitis, Histoplasma capsulatum, Blastomyces dermatitidis e espécies de Candida.

### Parasítica
Geralmente assume-se causa parasítica quando no líquido cefalorraquidiano se observa predominância de eosinófilos, um tipo de glóbulos brancos. Os parasitas implicados mais comuns são o Angiostrongylus cantonensis, Gnathostoma spinigerum, Schistosoma, assim como as condições cisticercose, toxocaríase, infeção por Baylisascaris procyonis e paragonimíase. Em casos raros, pode ainda ser causada por uma série de outras infeções parasíticas e condições não parasíticas.

### Não infeciosa
A meningite pode ainda ser o resultado de várias causas não infeciosas como a metástase de cancros nas meninges ("meningite neoplásica") ou determinados fármacos como anti-inflamatórios não esteroides, antibióticos e imunoglobulina administrada por via intravenosa. É possível ainda ser causada por várias condições inflamatórias, como sarcoidose (sendo nesse caso denominada "neurosarcoidose"), doenças dos tecidos conjuntivos como lúpus, e e algumas formas de vasculite (condições inflamatórias das paredes dos vasos sanguíneos) como a doença de Behçet. Os cistos epidermoides e dermoides podem também causar meningite ao libertar material irritante no espaço aracnoide. Muito raramente, as enxaquecass podem causar meningite, mas estes diagnósticos só é considerado quando todas as outras causas foram excluídas.

## Mecanismo
As meninges são constituídas por três membranas que, em conjunto com o líquido cefalorraquidiano, envolvem e protegem o cérebro e a medula espinal – o sistema nervoso central. A pia-máter é uma membrana impermeável muito delicada que adere com firmeza à superfície do cérebro ao longo de todos os seus contornos. A membrana aracnoide é um invólucro folgado por cima da pia-máter. Estas duas membranas são separadas pelo espaço subaracnoide, que se encontra preenchido com líquido cefalorraquidiano. A membrana mais exterior, a dura-máter, é uma membrana dura e espessa que se encontra ligada à aracnoide e ao crânio.
Na meningite bacteriana, as bactérias atingem as meninges por uma de duas principais vias: ou pela corrente sanguínea ou por contacto direto com o líquido cefalorraquidiano. Na maior parte dos casos, a meningite é o resultado da proliferação na corrente sanguínea de microorganismos presentes nas mucosas, como a cavidade nasal. Esta proliferação tem muitas vezes origem em infeções virais que perturbam a barreira de proteção das superfícies mucosas. Assim que as bactérias entram na corrente sanguínea, é possível que penetrem no espaço subaracnoideu em locais onde a barreira hematoencefálica é mais vulnerável, como no plexo coroide. A meningite está presente em cerca de 25% dos casos de infeções da corrente sanguínea em recém-nascidos, embora este fenómeno seja pouco comum em adultos. A contaminação direta do líquido cefalorraquidiano pode ter origem na presença de dispositivos médicos, fraturas do crânio ou infeções da nasofaringe ou dos seios paranasais que tenham formado um trato com o espaço subaracnoide. Em alguns casos observam-se defeitos de nascença da dura-máter.
A inflamação em larga escala que ocorre no espaço subaracnoide durante a meningite não é o resultado direto da infeção bacteriana, mas sim da resposta do sistema imunitário à entrada das bactérias no sistema nervoso central. Quando as células imunitárias do cérebro (astrócitos e microgliócitos) detectam a presença de componentes das membranas plasmáticas, a sua resposta consiste na libertação de grandes quantidades de citocinas, mediadores semelhantes a hormonas que recrutam outras células imunitárias e estimulam outros tecidos a participar na resposta imunitária. Isto faz com que a barreira hematoencefálica se torne mais permeável, o que pode causar um edema cerebral vasogénico (inflamação do cérebro devido à fuga de líquido dos vasos sanguíneos). A partir daqui, começam a entrar no líquido cefalorraquidiano grandes quantidades de glóbulos brancos que causam inflamação das meninges e resultam num segundo tipo de edema: edema intersticial (inflamação devido à presença de líquido entre as células). Para além disso, as próprias paredes dos vasos sanguíneos inflamam (vasculite cerebral), o que causa diminuição da corrente sanguínea e um terceiro tipo de edema: edema citotóxico. A par da diminuição da pressão arterial, estes edemas dificultam a circulação de sangue no cérebro, privando os neurónios de oxigénio, o que leva a que programem a sua própria morte.

## Diagnóstico
Assim que se suspeita de meningite, são imediatamente realizadas análises ao sangue para detectar marcadores de inflamação (proteína c-reativa, hemograma completo) e hemocultura. O exame mais importante para o diagnóstico definitivo de meningite é a análise do líquido cefalorraquidiano (LCR), obtido por punção lombar. Na análise bioquímica do LCR são determinados os principais tipos de células presentes e a concentração de proteínas e glicose. São também realizadas culturas e, caso seja necessário, a amostra pode ser analisada através de reação em cadeia da polimerase e feitos outros exames específicos conforme indicação clínica.

### Punção lombar

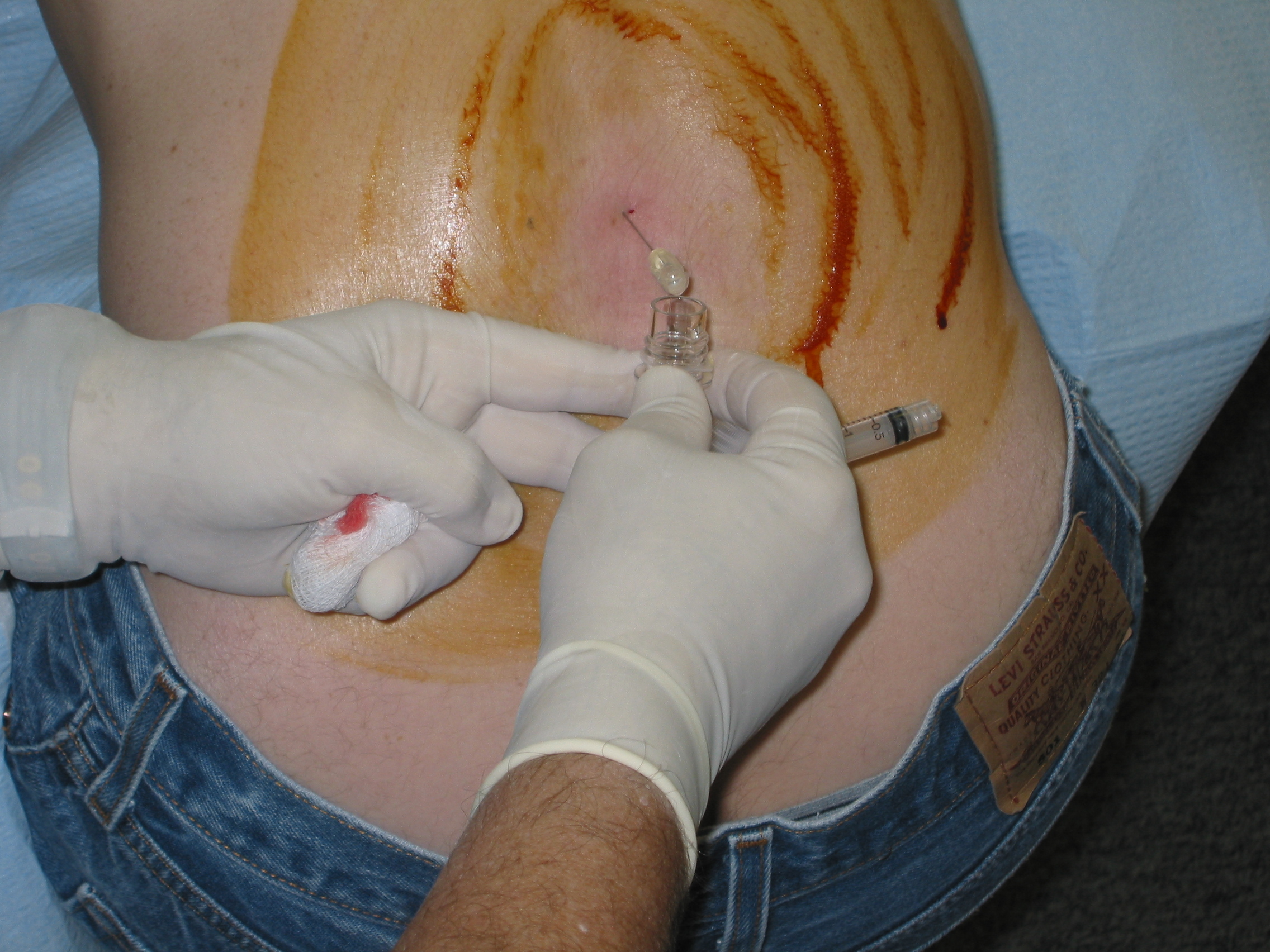
Realização de uma punção lombar para recolha de uma amostra de líquido cefalorraquidiano, essencial para confirmar o diagnóstico de meningite

Na realização da punção lombar a pessoa encontra-se geralmente deitada de lado, sendo aplicada anestesia local e inserida uma agulha no saco dural que envolve a medula espinal para recolher uma amostra de líquido cefalorraquidiano (LCR). Durante o procedimento a pressão do líquido no orifício de abertura é medida com um manómetro. A pressão normal do LCR é de 6–18 centímetros de água (cmH2O); Na meningite bacteriana a pressão encontra-se geralmente elevada. Na meningite criptocócica a pressão intracraniana encontra-se significativamente elevada. A aparência do líquido recolhido pode ser um indicador incial da natureza da infeção. Um líquido turvo indica níveis elevados de proteínas, glóbulos brancos e vermelhos e bactérias, o que sugere meningite bacteriana.
No entanto, a punção lombar está contra-indicada se houver suspeita de uma massa no cérebro (tumor ou abcesso) ou se a pressão intracraniana (PIC) estiver elevada, uma vez que nestes casos pode causar uma hérnia cerebral. Se a pessoa apresentar sinais de risco de uma massa no cérebro ou PIC elevada, recomenda-se que antes da punção lombar seja realizada uma tomografia computorizada (TAC) ou ressonância magnética (RM). Entre os sinais de risco estão antecedentes recentes de lesões na cabeça, sistema imunitário debilitado, sinais neurológicos localizados ou algum exame em que haja evidências de PIC elevada. Isto aplica-se a 45% dos casos em adultos. Nos casos em que é necessária TAC ou RM antes da punção lumbar ou em que há dificuldades em realizar a punção, está recomendada a administração prévia de antibióticos, de modo a não atrasar o tratamento, sobretudo quando demorar mais de 30 minutos. Em muitos casos são feitas TAC ou RM numa fase posterior para avaliar complicações da meningite.

### Análise bioquímica
| Condição              | Tipo de célula predominante          | Proteína   | Rácio glicorraquia/glicemia | Testes específicos                                                                                                   |
| --------------------- | ------------------------------------ | ---------- | --------------------------- | --- |
| LCR normal            | Todos os linfócitos (0-5 células/μL) | < 40 mg/dL | > 50%                       | - Nenhum |
| Meningite bacteriana  | Leucócitos, geralmente PMNs          | elevada    | < 50%                       | - Coloração de Gram - Cultura bacteriana - Reação em cadeia da polimerase (PCR)                                      |
| Meningite viral       | Linfócitos                           | elevada    | geralmente normal           | - PCR - IgM |
| Meningite tuberculosa | PMNs e linfócitos                    | elevado    | < 50%                       | - Coloração álcool-ácido resistente - PCR - Cultura micobacteriana - Testes para interferão-gama do soro e LCR       |
| Meningite fúngica     | Normalmente, linfócitos              | elevado    | < 50%                       | - Teste para o antígeno criptocócico - Testes sorológicos - Cultura fúngica - Tinta da China (para Cryptococcus sp.) |

A amostra de líquido cefalorraquidiano recolhida por punção lombar é posteriormente analisada para determinar a presença e os tipos de leucócitos (glóbulos brancos), hemácias (glóbulos vermelhos), proteínas e quantidade de glicose.
O tipo de leucócitos predominante na amostra (ver tabela) indica se a a meningite é bacteriana ou viral. Na meningite bacteriana geralmente são predominantes os neutrófilos, enquanto na viral são predominantes os linfócitos. De forma menos comum, a predominância de eosinófilos sugere etiologia fúngica ou parasitária. No entanto, na fase inicial da doença este indicador nem sempre é confiável. Os níveis de glicose no líquido cefalorraquidiano (glicorraquia) são também utilizados para diferenciar meningite bacteriana de viral. Na meningite bacteriana os níveis de glicose no LCR são geralmente inferiores ao normal. A concentração de glicose no líquido cefalorraquidiano é normalmente 40% superior à do sangue. O rácio glicorraquia/glicemia é obtido dividindo a concentração de glicose no LCR pela concentração de glicose no sangue (glicemia). Um rácio inferior ou igual a 0,4 indica meningite bacteriana. Em recém-nascidos, a concentração de glicose é superior, pelo que se considera anormal um rácio inferior a 0,6
Na meningite, os níveis de proteínas no LCR encontram-se anormalmente elevados. No entanto, isto é um achado inespecífico que deve ser associado a outras evidências. Uma concentração elevada de lactato e de glóbulos brancos no LCR indicam uma maior probabilidade de meningite bacteriana. Quando a concentração de lactato é inferior a 35 mg/dl sem que a pessoa não tenha tomado antibióticos, é possível excluir o diagnóstico de meningite bacteriana.

### Testes específicos
É possível recorrer a outros testes especializados para distinguir os diferentes tipos de meningite ou confirmar os resultados das análises ao LCR. A coloração da amostra com a técnica de Gram permite confirmar a presença de bactérias nos casos de meningite bacteriana. No entanto, a ausência de bactérias não exclui meningite bacteriana, uma vez que só são observadas em 60% dos casos (20% quando são administrados antibióticos antes da punção lombar). A coloração de Gram é menos sensível em determinadas infeções, como a listeriose. A Cultura microbiológica da amostra apresenta maior sensibilidade, permitindo identificar o organismo em 70–85% dos casos. No entanto, pode ser necessário esperar até 48 horas para obter os resultados.

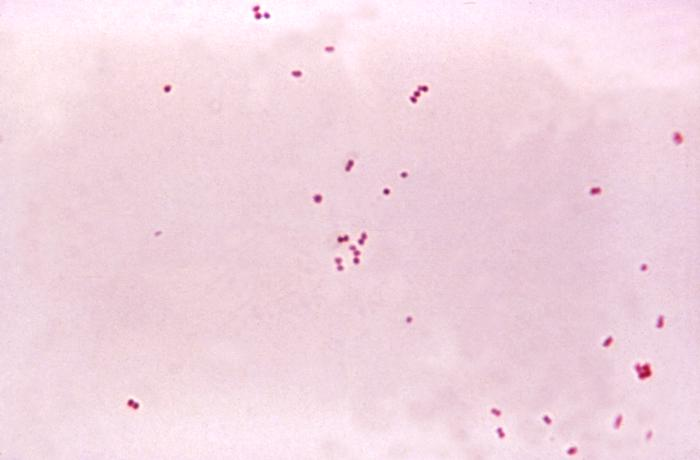
Coloração de Gram numa cultura de meningococos em que se observa bactérias gram-negativas, frequentemente aos pares

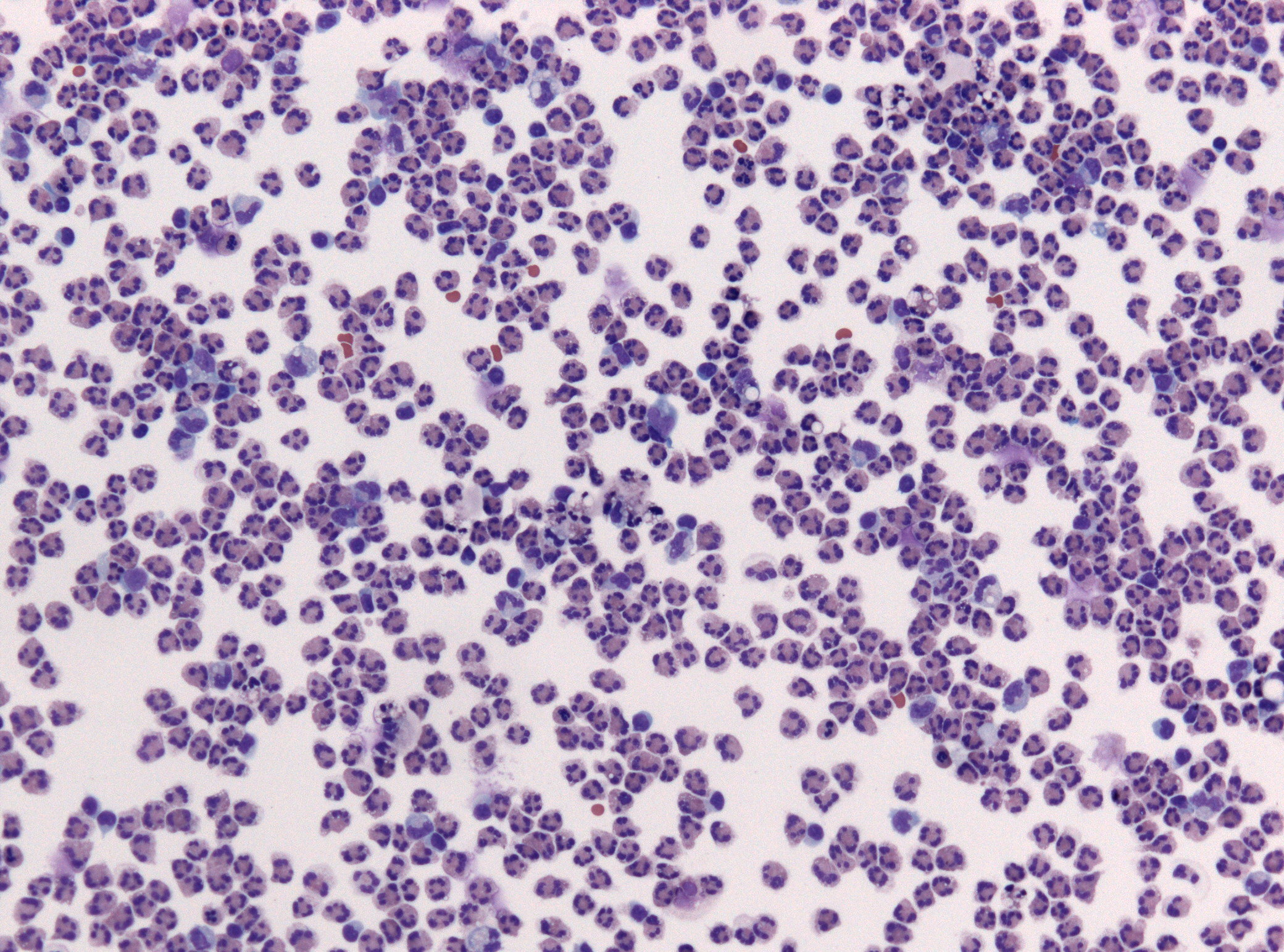
Amostra de líquido cefalorraquidiano em que se observam inúmeros neutrófilos, indicando meningite purulenta

A reação em cadeia da polimerase é uma técnica usada para ampliar pequenos vestígios de ADN, de forma a detectar a presença de ADN bacteriano ou viral no LCR. O exame é de elevada sensibilidade e especificidade, uma vez que só são necessárias quantidades muito pequenas de ADN do agente infecioso. Permite identificar as bactérias envolvidas na meningite bacteriana e ajudar a distinguir entre as várias causas de meningite viral. A serologia permite identificar anticorpos dos vírus e pode ser útil em casos de meningite viral.
A prova de aglutinação em látex pode ser positiva nos casos de meningite causada por Streptococcus pneumoniae, Neisseria meningitidis, Haemophilus influenzae, Escherichia coli e group B streptococci. Embora a sua utilização de rotina não seja aconselhada, pode ser usado quando outros exames são inconclusivos. Da mesma forma, o exame lisado de amebócitos de Limulus pode ser positivo em casos de meningite causada por bactérias gram-negativas, embora esteja reservado para casos em que outros exames são inconclusivos. Quando se suspeita de meningite tuberculosa, a amostra é processada com a técnica de Ziehl-Neelsen, de menor sensibilidade, e feita cultura de tuberculose, que leva mais tempo a processar. Este processo tem vindo a ser substituído pela reação em cadeia da polimerase. O diagnóstico de meningite criptocócica pode ser realizado a baixo custo mediante coloração da amostra com tinta da China. No entanto, o diagnóstico do antígeno criptocócico no sangue ou LCR apresenta maior sensibilidade, principalmente em pessoas com SIDA.
A meningite pode ser diagnosticada após a morte. Os achados de um exame post mortem são geralmente uma inflamação disseminada da pia-máter e das camadas aracnoides das meninges. Os granulócito neutrófilos tendem a ter migrado para o LCR e a base do cérebro, os nervos cranianos e a espinal medula podem estar envolvidos por pus.

## Prevenção
Algumas das causas de meningite podem ser prevenidas a longo prazo com vacinação e a curto prazo com antibióticos. Algumas medidas comportamentais também podem ser eficazes.

### Comportamento
A transmissão de meningite pode ser prevenida evitando a exposição aos patógenos. A meningite bacteriana e meningite viral podem ser transmitidas através de gotículas de secreções respiratórias durante o contacto próximo com a pessoa infetada, como ao dar um beijo, espirrar ou tossir para cima de alguém. No entanto, a meningite não pode ser transmitida apenas por respirar o ar onde esteve uma pessoa com meningite. A meningite viral é geralmente causada por enterovírus, sendo mais comum a transmissão por contaminação fecal. Embora as meningites bacterianas e virais sejam contagiosas, nenhuma forma da doença é tão contagiosa como outras doenças infeciosas comuns, como a constipação ou a gripe, por exemplo.

### Vacinação
Desde a década de 1980 que a vacina contra a Haemophilus influenzae do tipo B faz parte dos programas de vacinação de vários países. Isto levou a que nesses países este patógeno tenha sido praticamente erradicado como causa de meningite em crianças novas. Por outro lado, nos países onde há maior incidência da doença são aqueles em que o custo da vacina ainda é muito elevado. Da mesma forma, a vacinação contra a papeira levou a uma diminuição acentuada do número de casos causados pelo vírus da papeira que. Antes da vacinação, a meningite ocorria em 15% de todos os casos de papeira.
As vacinas antimeningocócicas oferecem proteção contra os grupos A, B, C, W135 e Y. Nos países em que foi introduzida a vacina contra meningococos do grupo C, os casos com origem neste patógeno diminuíram substancialmente. Existe atualmente uma vacina quadrivalente, que combina quatro vacinas à exceção do grupo B. Embora o desenvolvimento de uma vacina contra a generalidade os meningococos do grupo B se tenha revelado muito mais difícil, alguns países desenvolveram vacinas contra estirpes locais, tendo-as incluído no respetivo plano de vacinação. Duas vacinas, aprovadas em 2014, são eficazes contra um grande número de estirpes de meningococos do grupo B.

### Antibióticos
A profilaxia de curta duração com antibióticos é outro método de prevenção, sobretudo da meningite meningocócica. Em pessoas que estiveram expostas a meningite meningocócica, o tratamento de prevenção com antibióticos como a rifampicina, ciprofloxacina ou ceftriaxona permite diminuir o risco de desenvolver a doença, embora não ofereça qualquer proteção a longo prazo. A resistência à rifampicina aumenta com o uso, o que tem levado a que seja considerado o uso de outros agentes. Embora sejam frequentemente usados antibióticos para prevenir a meningite em pessoas com fraturas na base do crânio, não existem evidências suficientes para determinar se isto é benéfico ou prejudicial, independentemente de haver ou não fuga de líquido encefalorraquidiano.

## Tratamento
A meningite é uma emergência médica potencialmente fatal. Quando não é tratada atempadamente, a taxa de mortalidade é elevada e a demora no tratamento está associada a um prognóstico menos favorável. É recomendado que o tratamento empírico com antibióticos de largo espectro não seja adiado, mesmo que em paralelo estejam a ser realizados exames para confirmar o diagnóstico. Quando se suspeita de meningite meningocócica nos cuidados de saúde primários, as orientações recomendam que seja administrada benzilpenicilina antes da transferência para o hospital. Caso ocorra hipotensão ou choque circulatório devem ser administrados fluidos por via intravenosa. Não é ainda claro se os fluidos devem ser administrados por rotina ou se a sua administração deve ser restrita. Dado que a meningite pode causar uma série de complicações graves logo na fase inicial da doença, está recomendada a avaliação médica regular para identificar imediatamente estas complicações e, quando necessário, internar a pessoa numa unidade de cuidados intensivos.
Nos casos em que o nível de consciência é baixo ou em que há evidências de insuficiência respiratória, pode ser necessária ventilação mecânica. Quando existem sinais de aumento da pressão intracraniana, podem ser tomadas medidas para monitorizar a pressão e iniciado o tratamento para diminuir a pressão com medicação (por exemplo, manitol). As convuslões são tratadas com anticonvulsivantes. A hidrocefalia pode necessitar que seja inserido um dispositivo de drenagem temporário ou de longa duração, como um shunt cerebral. Nos casos mais graves de meningite pode ser necessário monitorizar os eletrólitos. Por exemplo, na meningite bacteriana é comum a ocorrência de hiponatremia. No entanto, a causa exata de hiponatremia é controversa e pode incluir desidratação, díndrome de secreção inapropriada de hormona antidiurética ou administração excessiva de terapia intravenosa.

### Meningite bacteriana

#### Antibióticos

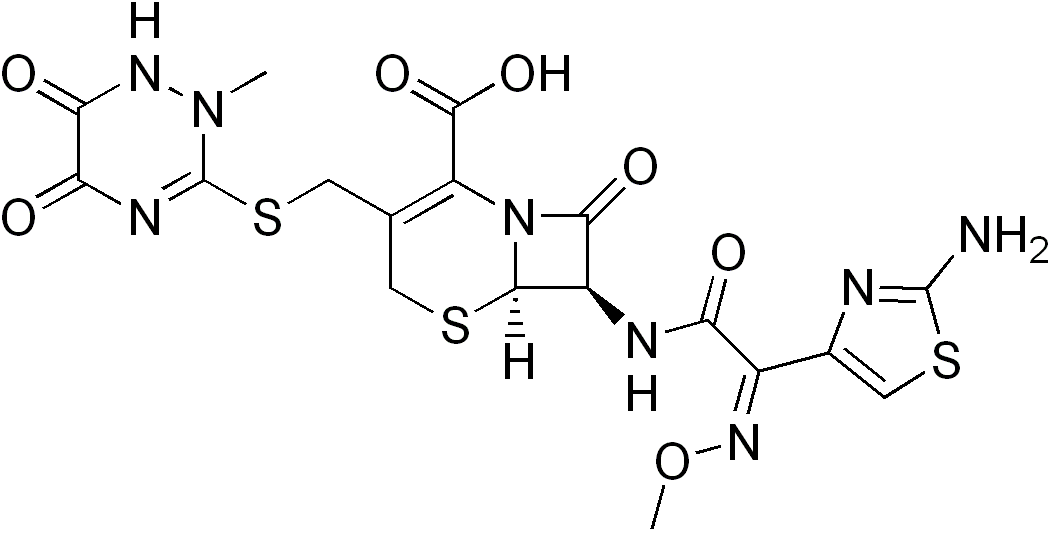
Fórmula estrutural da ceftriaxona, um dos antibióticos de terceira geração do grupo das cefalosporinas recomendado para o tratamento inicial da meningite bacteriana

O tratamento empírico com antibióticos de largo espectro deve ser iniciado imediatamente, mesmo sem se conhecer os resultados da punção lombar e das análises do líquido cefalorraquidiano. A escolha do tratamento inicial depende em grande medida do tipo de bactéria que causa a meningite, do local e da população. Por exemplo, no Reino Unido o tratamento empírico recomendado são cefalosporinas de terceira geração, como a cefotaxima ou a ceftriaxona. Nos Estados Unidos, onde a resistência às cefalosporinas por parte dos estreptococos é cada vez maior, está recomendada a adição de vancomicina ao tratamento inicial. O cloranfenicol, tanto isolado como em associação com a ampicilina, aparenta ser igualmente eficaz. A escolha do tratamento empírico pode também depender da idade da pessoa, se a infeção foi antecedida por uma lesão na cabeça, se a pssoa se submeteu recentemente a uma neurocirurgia e se está presente ou não um shunt cerebral. Nas crianças mais novas, em pessoas com mais de 50 anos e em pessoas imunossuprimidas, está recomendada a adição de ampicilina para cobrir os casos de Listeria monocytogenes.
Assim que os resultados da estirpe Gram fiquem disponíveis e se conheça o tipo de causa bacteriana, é possível substituir os antibióticos administrados poor outros que sejam mais eficazes contra o grupo presumido de patógenos. Os resultados da cultura de líquido cefalorraquidiano geralmente demoram entre 24 e 48 horas. Assim que sejam conhecidos, a terapia empírica pode ser substituída por terapia antibiótica dirigida ao organismo específico na origem da doença. A meningite tuberculosa requer tratamento prolongado com antibióticos. Enquanto o tratamento da tuberculose dos pulmões dura geralmente seis meses, o tratamento de meningite tuberculosa dura geralmente um ano ou mais.

#### Esteroides
A administração de antibióticos pode, numa fase inicial, agravar o processo inflamatório, uma vez que faz aumentar o número de produtos das membranas celulares das bactérias ao destruí-las. A utilização adjuvante de corticosteroides permite diminuir a resposta do sistema imunitário a este fenómeno e demonstra ter alguns benefícios, como a diminuição da perda auditiva e melhor prognóstico a nível neurológico, pelo menos em adolescentes e adultos de países desenvolvidos com baixa prevalência de VIH. Embora alguns estudos tenham observado diminuição do risco de morte, outros não. Os corticosteroides também aparentam ter alguns benefícios nos casos de meningite tuberculosa, pelo menos em pessoas sem VIH.
O corticosteroide mais comum no tratamento de meningite é a a dexametasona. As orientações profissionais recomendam que a administração de dexametasona ou de um corticosteroide equivalente seja iniciada pouco antes da administração da primeira dose de antibióticos, e feita ao longo de quatro dias. Uma vez que a maior parte dos benefícios do tratamento com corticosteroides se limitam aos casos de meningite pneumocócica, algumas orientações sugerem interromper a dexametasona se for identificada outra causa da meningite. O mecanismo provável é a supressão de inflamação hiperativa.
Embora estejam demonstrados benefícios dos corticosteroides tanto em adultos como em crianças de países desenvolvidos, a sua utilização em crianças de países em vias de desenvolvimento não é apoiada por evidências. A razão desta discrepância não é clara. Mesmo em países desenvolvidos, só se observam os benefício dos corticosteroidess quando começam a ser administrados antes da primeira dose de antibióticos, e são mais evidentes nos casos de meningite por H. influenzae. No entanto, a incidência deste tipo de meningite tem diminuído drasticamente desde a introdução da vacina Hib. Desta forma, os corticosteroides só estão recomendados no tratamento de meningite pediátrica quando a causa é H. influenzae, e só se foram administrados antes da primeira dose de antibióticos. Outras formas de utilização são controversas.

### Meningite viral
A meningite viral geralmente só necessita de cuidados de apoio. A maior parte dos vírus que causa meningite viral não são passíveis de tratamento específico. No entanto, a meningite viral tende a ser mais benigna do que a meningite bacteriana. O vírus da herpes simples e o vírus varicela-zoster podem responder ao tratamento com antivirais como o aciclovir, mas não existem ensaios clínicos que tenham avaliado especificamente a eficácia deste tratamento. Os casos ligeiros de meningite viral podem ser tratados em casa com medidas conservadoras como administração de líquidos, repouso na cama e analgésicos para alívio dos sintomas.

### Meningite fúngica
O tratamento da meningite fúngica, como a meningite criptocócica, consiste na administração de longa duração de doses elevadas de antifúngicos, como a anfotericina B ou a flucitosina. Na meningite fúngica é comum o aumento da pressão intracraniana, que pode ser aliviada com a realização, idealmente diária, de punções lombares ou, em alternativa, de um dreno lombar.

## Prognóstico
| sem dados <10 10-25 25-50 50-75 75-100 100-200 | 200-300 300-400 400-500 500-750 750–1000 >1000 |

Esperança de vida corrigida pela incapacidade para a meningite por cada 100000 habitantes em 2004.
sem dados
<10
10-25
25-50
50-75
75-100
100-200
200-300
300-400
400-500
500-750
750–1000
>1000

Quando não é tratada, a meningite bacteriana é quase sempre fatal. Pelo contrário, a meningite viral tende a resolver-se espontaneamente e raramente é fatal. Com tratamento, a taxa de mortalidade da meningite bacteriana depende da idade da pessoa e da causa subjacente. Nos casos em recém-nascidos, a taxa de mortalidade da doença bacteriana é de 20–30%. O risco é muito inferior em crianças mais velhas, cuja mortalidade é de apenas 2%. No entanto, em adultos é novamente superior para cerca de 19–37%. O risco de morte pode ser estimado a partir de vários fatores para além da idade, entre eles o tipo de patógeno e o tempo que necessita para ser eliminado do líquido cefalorraquidiano, a gravidade da generalidade da doença, e a presença de uma diminuição do nível de consciência ou contagem anormal de glóbulos brancos no líquido cefalorraquidiano. A meningite causada por H. influenzae e meningococos apresenta melhor prognóstico que a causada por estreptococos B, coliformes eS. pneumonia. Em adultos, a meningite meningocócica tem uma taxa de mortalidade mais baixa (3–7%) do que a doença pneumocócica.
Em crianças podem ocorrer diversas sequelas causadas por lesões no sistema nervoso, entre as quais perda auditiva, epilepsia, dificuldades de aprendizagem, dificuldades comportamentais e défice cognitivo. Estas sequelas ocorrem em cerca de 15% dos sobreviventes. Alguns casos de perda auditiva podem ser irreversíveis. Em adultos, 66% de todos os casos resolvem-se sem sequelas. Os principais problemas são perda auditiva (em 14%) e défice cognitivo (em 10%). A meningite tuberculosa em crianças continua a estar associada a um risco significativo de morte, mesmo com tratamento (19%). Uma parte significativa dos sobreviventes apresenta sequelas neurológicas. Apenas um terço dos casos de sobreviventes não apresentam problemas.

## Epidemiologia

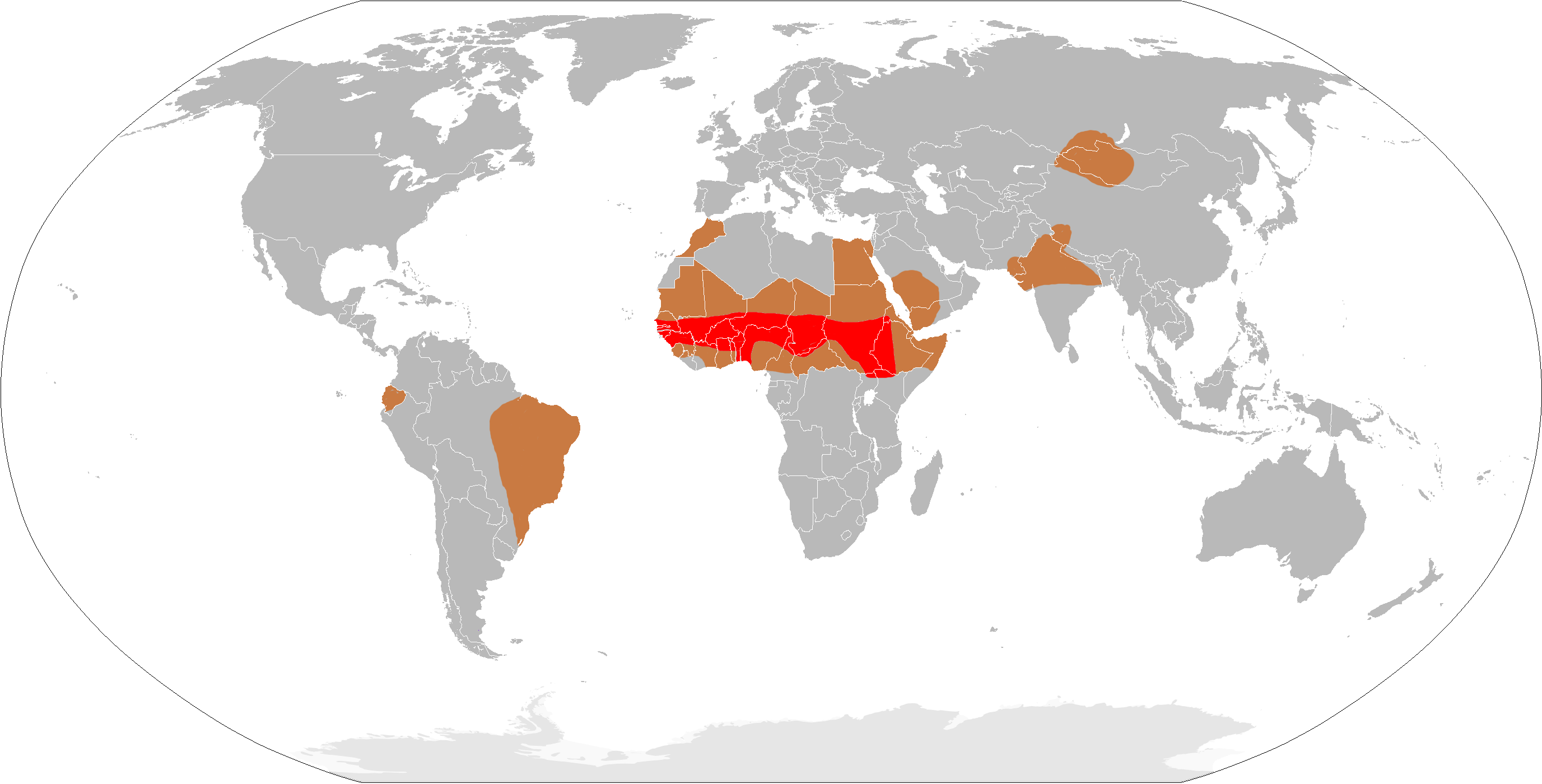
Demografia da meningite meningocócica.
cintura de meningite
zonas epidémicas
apenas casos esporádicos

Mortes causadas por meningite por milhões de pessoas em 2012
0-2
3-3
4-6
7-9
10-20
21-31
32-61
62-153
154-308
309-734

Embora a meningite seja uma doença de notificação obrigatória em muitos países, desconhece-se a incidência exata da doença. Em 2013,a meningite foi a causa de 303 000 mortes, uma diminuição em relação às 406 000 em 1990. Nos países ocidentais, a meningite bacteriana afeta cerca de 3 em cada 100 000 pessoas por ano. A meningite viral é mais comum, afetando cerca de 10,9 em cada 100 000 pessoas, e ocorre sobretudo no verão.
Os surtos de meningite meningocócica são comuns em áreas onde muitas pessoas se encontram próximas pela primeira vez, como em quartéis militares durante mobilizações, em universidades, ou durante a peregrinação anual a Meca. Existem diferenças significativas na distribuição local das causas de meningite bacteriana. Por exemplo, enquanto os grupos B e C da N. meningitides são a causa de maior parte dos episódios na Europa, o grupo A é predominante na Ásia e em África, onde causa as maiores epidemias no cinturão de meningite e é responsável por 80–85% dos casos documentados de meningite meningocócica.
Há mais de um século que ocorrem grandes epidemias de meningite meningocócica na África subsariana, o que levou a que a região fosse denominada "cinturão de meningite". As epidemias ocorrem geralmente durante a estação seca, entre dezembro e junho. Um surto epidémico pode demorar dois ou três anos, embora seja interrompido durante as estações chuvosas. Nesta região são comuns incidências de 100 a 800 casos em cada 100 000 pessoas, o que é agravado pela insuficiência de cuidados de saúde. A maior epidemia de meningite alguma vez registada na História varreu a região entre 1996 e 1997, causando mais de 250 000 casos e 25 000 mortes.
Em Portugal, a principal causa de doença invasiva é o serogrupo C da N. meningitidis. A introdução da vacina antipneumocócica em 2001 levou a uma diminuição acentuada dos casos de meningite pneumocócica causada pelos serótipos incluídos na vacina. A introdução da vacina conjugada contra o meningococo C no plano nacional de vacinação em 2006, diminuiu significativamente a incidência da doença. Atualmente, o número de casos de meningite meningocócia é de 2–3 em cada 100 000 pessoas por ano.
No Brasil, a incidência da meningite bacteriana é de 45,8 em cada 100 000 pessoas por ano. A maior epidemia de meningite da história do país aconteceu na década de 1970 no estado de São Paulo, onde a doença provocou 411 mortes apenas no ano de 1975, agravado pela censura durante a ditadura militar brasileira.

## História
Alguns autores sugerem que Hipócrates possa ter tido conhecimento da existência de meningite. Alguns médicos pré-renascentistas, como Avicena, aparentam ter tido conhecimento do meningismo. A descrição da meningite tuberculosa, então denominada "hidropisia cerebral", é geralmente atribuída ao médico escocês Sir Robert Whytt, tendo sido publicada num relatório póstumo revelado em 1768. No entanto, a associação da tuberculose com o seu patógeno só seria estabelecida no século seguinte.
A meningite epidémica aparenta ser um fenómeno relativamente recente na história da humanidade. A primeira grande epidemia documentada ocorreu em 1805 na cidade de Genebra. Nos anos seguintes foram descritas diversas epidemias na Europa e nos Estados Unidos. O primeiro relato de uma epidemia em África data de 1840. As epidemias no continente africano formam-se tornando muito mais comuns ao longo do século XX. Entre 1905 e 1908 ocorreu uma grande epidemia que varreu a Nigéria e o Gana.
A primeira descrição da infeção bacteriana como causa subjacente da meningite foi feita pelo bacteriologista austríaco Anton Weichselbaum, que em 1887 descreveu o meningococo. Os primeiros relatórios da doença indicam que a mortalidade era muito elevada, com cerca de 90% dos pacientes a evoluir para morte. Em 1906, o cientista norte-americano Simon Flexner desenvolveu um antissoro produzido em cavalos que proporcionou uma diminuição acentuada da mortalidade da doença meningocócica. Em 1944 constatou-se que a penicilina era um fármaco eficaz no tratamento da meningite. Em finais do século XX, a introdução da vacina contra o Haemophilus influenzae do tipo B resultou numa queda acentuada nos casos de meningite associada a este patógeno. Em 2002 surgiram evidências que o tratamento com esteroides poderia melhorar o prognóstico de meningite bacteriana. No dia 24 de abril comemora-se o Dia Mundial de Combate à Meningite.
Em 2022, um tubarão-da-groenlândia foi encontrado morto na Cornualha e concluiu-se que morreu de meningite, o primeiro caso não num ser humano.